# Araneus pratensis
Espèce
Synonymes
- Singa pratensis Emerton, 1884
- Epeira reptilis Keyserling, 1892
- Singa rubella Keyserling, 1893
- Singa listeri McCook, 1894
- Araneus praticola Simon, 1895

Araneus pratensis est une espèce d'araignées aranéomorphes de la famille des Araneidae.

## Distribution
Cette espèce se rencontre aux États-Unis au New Hampshire, au Vermont, au Massachusetts, au Connecticut, dans l'État de New York, en Pennsylvanie, au Maryland, en Virginie-Occidentale, en Virginie, en Caroline du Nord, en Ohio, au Michigan, en Illinois, en Iowa, au Missouri, en Arkansas, au Texas et en Floride et au Canada en Ontario,.

## Habitat
C'est une araignée nocturne qui vit dans les prairies, les prés, les champs, et en bordure des lisières des bois et forêts.

## Description
Le mâle décrit par Levi en 1973 mesure 3,6 mm et la femelle 4,3 mm. Les mâles mesurent de 3,0 à 3,5 mm et les femelles de 3,8 à 5,0 mm.
Son abdomen est elliptique, presque globuleux, blanc crème, orné d'une fine bande longitudinale rouge au centre du dos, flanquée de 2 larges bandes rouges, et 2 bandes latérales. Son céphalothorax est petit, orangeâtre et peu luisant, la partie postérieure oblongue et légèrement bombée. Sa tête est maculée d'une tache sombre entre les 2 yeux. Ses pattes sont orangeâtres, et aussi longues que le corps. Ses épines et ses griffes sont plus sombres, presque noires.

## Toile
Elle peut tisser une toile triangulaire d'environ 30 cm de long et 20 cm de large. Sa toile comporte rarement une retraite ou un abri.

## Publication originale
- Emerton, 1884 : New England spiders of the family Epeiridae. Transactions of the Connecticut Academy of Arts and Sciences, vol. 6, p. 295-342 (texte intégral).